# Ampelodesmos
Ampelodesmos  Link é um género botânico pertencente à família Poaceae, subfamília Pooideae, tribo Ampelodesmeae.
São espécies de plantas encontradas na Europa, Ásia, África e América do Norte.
O género foi descrito por Johann Heinrich Friedrich Link e publicado em  Hortus Regius Botanicus Berolinensis 1: 136. 1827. A espécie-tipo é Ampelodesmos tenax (Vahl) Link.
Trata-se de um género reconhecido pelo sistema de classificação filogenética Angiosperm Phylogeny Website.

## Sinônimos
O género possui 2 sinónimos:
- Ampelodesma T. Durand & Schinz
- Ampelodonax Lojac.

## Espécies
O género tem 10 espécies descritas das quais 2 são aceites:
- Ampelodesmos ampelodesmon (Cirillo) Kerguélen
- Ampelodesmos mauritanicus (Poir.) T.Durand & Schinz